# Однажды в Китае 4
«Одна́жды в Кита́е 4» (англ. Once Upon a Time in China IV, иер. трад. 黃飛鴻之四王者之風, упр. 黄飞鸿之四王者之风, кант.-рус.: Вон Фэй Хун чи сэй вон че чи фун, буквально: «Вон Фэйхун 4: Королевское поведение») — гонконгский кинофильм 1993 года, четвёртая часть серии «Однажды в Китае». Роль Вон Фэйхуна, в отличие от предыдущих фильмов франшизы, исполнил Чжао Вэньчжо. Срежиссировал картину Юнь Пань по сценарию Цуй Харка и Эльзы Тан.

## Сюжет
Действие фильма разворачивается в Китае 1900 году во время правления династии Цин. Вон Фэйхун собирается вернуться в Фошань вместе со своим отцом Вон Кхэйином и  учениками Лён Фунем и Куай Кёкчхатом. Он также встречается с влюблённой в него четырнадцатой тётей, сестрой тринадцатой тёти.
Перед самым отбытием к Фэйхуну заявляется маньчжурский генерал Алань Чэнду и сообщает, что Альянс восьми держав бросил вызов Китаю в международном конкурсе танца льва. Генерал очень хочет, чтобы Фэйхун принял участие в предстоящем событии, поскольку тот уже был чемпионом в национальном конкурсе. Поскольку грядущее состязание является международным, участники не ограничиваются только львиными масками; другие маски животных также будут демонстрироваться во время состязания. Фэйхун понимает всю серьёзность ситуации — Китай должен одержать победу, чтобы отстоять свой суверенитет и вернуть утраченную национальную гордость — и обещает генералу принять участие.
Секта Красных фонарей — это феминистский и ксенофобный культ; её члены убивают иностранцев и уничтожают всё, что считается чуждым китайской культуре. Все участники группы — женщины и вооружены в основном верёвочным оружием, луками и фонарями с эфиром. Когда «красные фонари» нападают на немецкую клинику, Фэйхун вмешивается и пытается помешать им убить иностранцев. Появляются немецкие солдаты и арестовывают Фэйхуна и Миу Самнён, одну из членов секты. Католический священник, отец Томас, приходит на помощь и помогает пленённым сбежать из тюрьмы. Тем временем лидер секты полагает, что Фэйхун похитил Самнён, поэтому посылает своих последователей схватить его товарищей. Фэйхун отправляется в логово «красных фонарей», где бьётся с недругами и освобождает  своих людей.
Фэйхун опаздывает на танец льва из-за битвы с «красными фонарями». Чэнду и его танцевальные команды решают начать без него. Начавшееся состязание превращается в бойню, поскольку другие участники не только применяют различное смертоносное оружие в нарядах животных, но и прибегают к грязным уловкам, чтобы обеспечить себе победу. К тому времени, когда Фэйхун приходит на место, генерал Чэнду уже убит из пулемёта, установленного на трибуне, где находится медаль чемпиона.
После похорон Чэнду Фэйхун посылает Кёкчхата, чтобы бросить вызов немецкому генералу, наблюдавшему за соревнованием, и запросить матч-реванш. Немецкий военный принимает вызов. Той ночью секта Красных фонарей нападает на церковь. Самнён пытается помешать своим соратникам убить Томаса и четырнадцатую тётю, но в конечном счёте сама погибает от рук пособника Могучего Короля. Появляется Фэйхун, побеждает сектантов, спасает четырнадцатую тётю, Томаса и других иностранцев. В то же время лидер секты сражается с Кёкчхатом, а Фунь и его друзья бьются с другими сектантами, пока им не помешают немецкие солдаты. Ученики Фэйхуна и их друзья убегают и прячутся, а лидер секты погибает от рук наёмников немецкого генерала, Могучего Короля и Тюнь Тхиньлёя.
На следующий день Фэйхун и его хорошо подготовленные танцевальные команды выходят на арену, чтобы сразиться с другими участниками. Вскоре после победы они получают известие о том, что силы Альянса восьми держав нанесли поражение китайским войскам и оккупировали столицу. Чемпион приходит в ярость и хочет убить иностранного генерала за Чэнду. Вместе с Кёкчхатом он убивает Могучего Короля и Тюнь Тхиньлёя, которые встали на защиту немецкого генерала. Однако генералу удаётся бежать, несмотря на серьёзное ранение. Придя к пониманию того, что он не сможет переломить ситуацию в Пекине, Фэйхун едет в Фошань вместе со своими учениками.

## В ролях
| Актёр        | Роль               |
| ------------ | ------------------ |
| Чжао Вэньчжо | Вон Фэйхун         |
| Джин Ван     | четырнадцатая тётя |
| Мок Сиучхун  | Лён Фунь           |
| Ван Цзинхуа  | Миу Самнён         |
| Лау Сёнь     | Вон Кхэйин         |
| Сюн Синьсинь | Куай Кёкчхат       |
| Чинь Калок   | Тюнь Тхиньлёй      |
| Билли Чау    | Могучий Король     |

## Критика
Джон Чарльз называет четвёртый фильм серии «скучным, лишённым изящества и просто самой слабой частью». Борис Хохлов, сравнивая эту часть франшизы с предыдущей третьей, пишет, что кинолента «на порядок хуже» и создаёт впечатление «„бонус-трека“ к „Однажды в Китае 3“».